# Wong Choong Hann
Wong Choong Hann (* 17. Februar 1977 in Kuala Lumpur) ist ein Badmintonspieler aus Malaysia.

## Sportliche Karriere
Wong Choong Hann gewann bei der Badminton-Weltmeisterschaft 2003 Silber im Herreneinzel. Bei den Commonwealth Games siegte er mit dem Team 1998 und 2006. Im erstgenannten Jahr gewann er auch die Einzelwertung. Mit dem malaysischen Team wurde er 1998 und 2002 im Thomas Cup Vizeweltmeister.

## Sportliche Erfolge
| Platz                          | Disziplin | Datum | Ort                    |
| ------------------------------ | --------- | ----- | ---------------------- |
| Badminton-Weltmeisterschaft    |           |       |                        |
| 2                              | Einzel    | 2003  | Birmingham, UK         |
| Thomas Cup                     |           |       |                        |
| 2                              | Team      | 1998  | Hong Kong              |
| 2                              | Team      | 2002  | Guangzhou, CHN         |
| Commonwealth Games             |           |       |                        |
| 1                              | Einzel    | 1998  | Kuala Lumpur, Malaysia |
| 1                              | Team      | 1998  | Kuala Lumpur, Malaysia |
| 1                              | Team      | 2006  | Melbourne, Australien  |
| 2                              | Einzel    | 2006  | Melbourne, Australien  |
| 3                              | Einzel    | 2002  | Manchester, UK         |
| Internationale Meisterschaften |           |       |                        |
| 1                              | Einzel    | 1997  | Dutch Open             |
| 1                              | Einzel    | 2002  | China Open             |
| 1                              | Einzel    | 2002  | Dutch Open             |
| 1                              | Einzel    | 2003  | Chinese Taipei Open    |
| 1                              | Einzel    | 2003  | Copenhagen Masters     |
| 2                              | Einzel    | 2003  | China Open             |
| 2                              | Einzel    | 2007  | China Masters          |
| 2                              | Einzel    | 2007  | New Zealand Open       |
| 2                              | Einzel    | 2009  | Macau Open             |
| 2                              | Einzel    | 2009  | Chinese Taipei Open    |